# Giải Nhân quyền Robert F. Kennedy
Giải Nhân quyền Robert F. Kennedy là một giải thưởng hàng năm do "Quỹ tưởng niệm Robert F. Kennedy" lập ra năm 1984 dành để trao tặng những người hoặc tổ chức có lòng dũng cảm bảo vệ nhân quyền trên khắp thế giới.
Giải này được đặt theo tên thượng nghị sĩ Hoa Kỳ Robert F. Kennedy (em ruột của cố tổng thống John F. Kennedy), người cũng đã bị ám sát chết ngày 5.6.1968 như người anh của ông.
Ngoài khoản tiền thưởng 30.000 dollar Mỹ, những người đoạt giải còn nhận được sự hỗ trợ pháp lý và kỹ thuật trong đấu tranh cho nhân quyền của "Trung tâm Công lý & Nhân quyền Robert F Kennedy".
Một số người đoạt giải đã đạt được mục tiêu đấu tranh cho nhân quyền trong nước của họ, một số khác phải sống lưu vong. Đa số vẫn sống trong đất nước quê hương của họ và tiếp tục đấu tranh cho nhân quyền với sự hỗ trợ của Trung tâm Robert F. Kennedy.

## Những người đoạt giải
- 2013: Ragia Omran, Ai Cập
- 2012: Librada Paz, Hoa Kỳ
- 2011: Frank Mugisha, Uganda
- 2010: Abel Barrera Hernández, México
- 2009: Magodonga Mahlangu & "Women Of Zimbabwe Arise" (WOZA)
- 2008: Aminatou Haidar, Tây Sahara
- 2007: Mohamed Ahmed Abdallah Abubaker, Sudan
- 2006: Sonia Pierre, Cộng hòa Dominica
- 2005: Stephen Bradberry, New Orleans, Louisiana, Hoa Kỳ
- 2004: Delphine Djiraibe, Tchad
- 2003: Coalition of Immokalee Workers, Hoa Kỳ
- 2002: Loune Viaud, Haiti
- 2001: Darci Frigo, Brasil
- 2000: Martin Macwan, Ấn Độ
- 1999: Tổng giám mục Michael Kpakala Francis, Liberia
- 1998: Berenice Celeyta, Gloria Florez và Jaime Prieto, Colombia
- 1997: Sezgin Tanrikulu và Senal Sarihan, Thổ Nhĩ Kỳ
- 1996: Người ẩn danh, Sudan
- 1995: Kailash Satyarthi, Ấn Độ và Đoàn Viết Hoạt & Nguyễn Đan Quế, Việt Nam
- 1994: Bambang Widjojanto, Indonesia, Ngụy Kinh Sinh và Ren Wanding, Trung Quốc
- 1993: Raji Sourani, Palestine
- 1992: Chakufwa Chihana, Malawi
- 1991: Avigdor Feldman, Israel
- 1990: Amilcar Mendez Urizar, Guatemala
- 1989: Fang Lizhi, Trung quốc
- 1988: Gibson Kamau Kuria, Kenya
- 1987: Kim Geun-tae và In Jae-keun, Hàn Quốc
- 1986: Zbigniew Bujak và Adam Michnik, Ba Lan
- 1985: Allan Boesak, Beyers Naude và Winnie Mandela, Nam Phi
- 1984: CoMadres, El Salvador